# Frida Richard

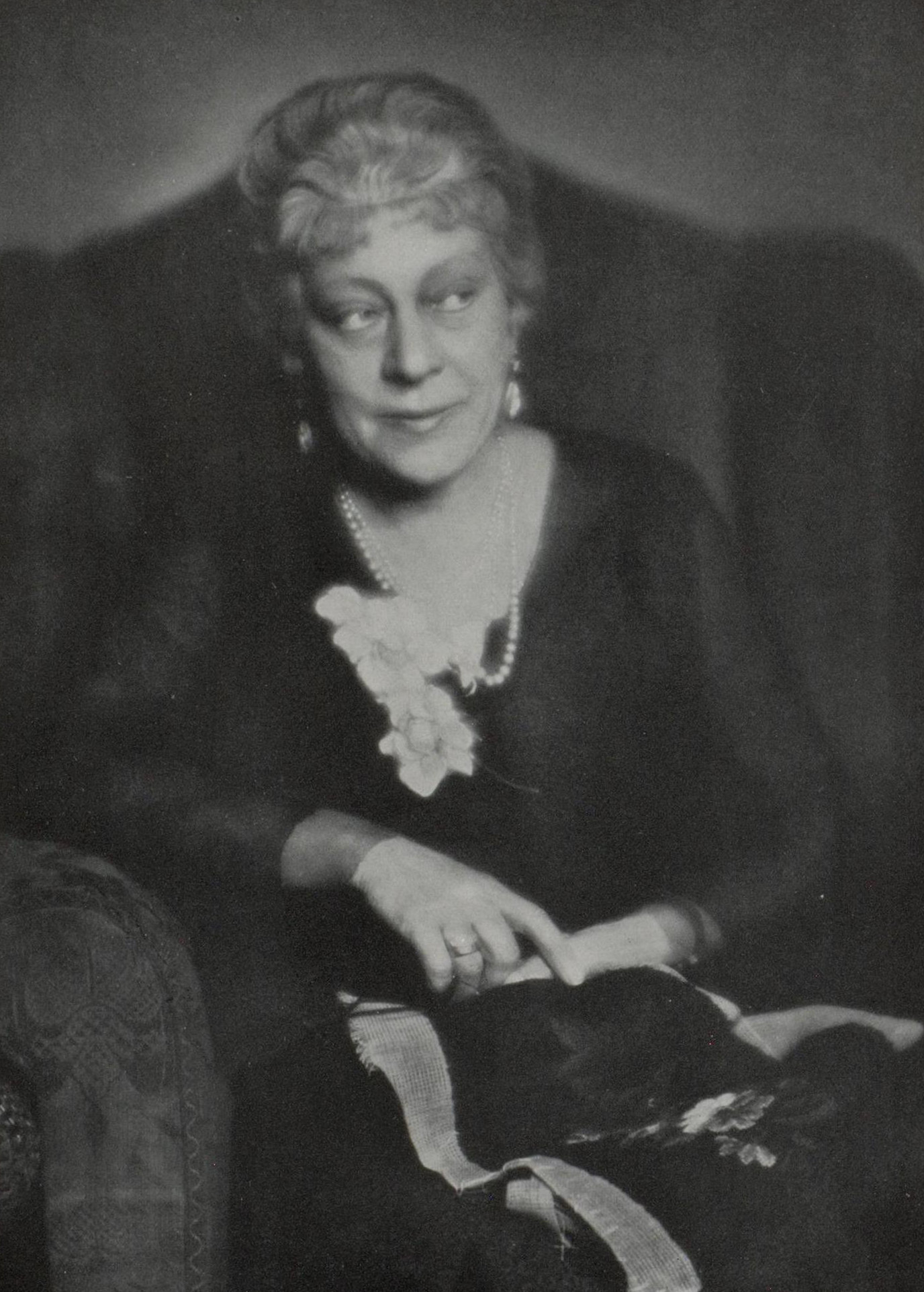
Frida Richard, um 1930

Frida Richard, auch häufig als Frieda Richard geführt, (* 1. November 1873 als Friderike Maria Antonia Raithel in Wien, Österreich-Ungarn; † 12. September 1946 in Salzburg) war eine österreichische Schauspielerin.

## Leben und Karriere
Die Tochter des Zimmermalers Friedrich Raithel und seiner Frau Maria, geb. Denkenberger, besuchte eine Theaterschule in Wien. Zu ihren Kommilitonen gehörten Max Reinhardt und Fritz Richard, den sie 1898 in Teplitz heiratete. Sie übte ihren Beruf zunächst nicht aus, sondern wurde Englischlehrerin. Erst nachdem sie mit ihrem Mann 1905 nach Berlin gezogen war, trat sie dort ab 1908 auf den Bühnen auf.
Außer in Berlin spielte sie auch in Wien an den Max Reinhardt unterstehenden Theatern und dazu bei den Salzburger Festspielen. Ab 1910 war sie häufig im Film zu sehen, anfangs oft an der Seite von Henny Porten. Frida Richard verkörperte meist besorgte Mütter oder Dienerinnen und Beraterinnen. In derartigen Rollen wurde sie schließlich zu einer der meistbeschäftigten Nebendarstellerinnen der Stummfilmzeit.
1932 ging sie mit ihrem Ehemann nach Salzburg. Im Jahr darauf verstarb Fritz Richard in Berlin. Frida Richard stand auch danach noch oft vor der Kamera. Sie wurde 1944 in die Gottbegnadeten-Liste des Reichsministeriums für Volksaufklärung und Propaganda aufgenommen.

## Filmografie (Auswahl)
- 1910: Das vierte Gebot
- 1912: Maskierte Liebe
- 1912: Vorgluten des Balkanbrandes
- 1913: Komtesse Ursel
- 1913: Wer ist der Täter?
- 1913: Fabrik-Marianne
- 1913: Eva
- 1913: Das verschleierte Bild von Groß-Kleindorf
- 1914: Ihre Hoheit
- 1914: Gretchen Wendland
- 1914: Weihnachtsglocken 1914
- 1915: Kammermusik
- 1915: Der Sieg des Herzens
- 1915: Jahreszeiten des Lebens
- 1915: So rächt sich die Sonne
- 1915: Der Eremit
- 1915: Seelen, die sich nachts begegnen
- 1915: Das Schicksal der Gabriele Stark
- 1916: Fräulein Wildfang
- 1916: Die Sünde der Helga Arndt
- 1916: Ein einsam Grab
- 1916: Ernst ist das Leben
- 1916: Die Fiebersonate
- 1916: Gelöste Ketten
- 1916: Dorritchens Vergnügungsreise
- 1916: Ihr bester Schuß
- 1916: Glaubensketten
- 1916: Der Liebesbrief der Königin
- 1917: Die Spinne
- 1917: Klein Doortje
- 1917: Ein Blatt im Sturm … doch das Schicksal hat es verweht
- 1917: Die Glocke
- 1917: Die Diamantenstiftung
- 1917: Der Richter
- 1917: Die Ehe der Luise Rohrbach
- 1917: Das Nachträtsel
- 1918: Die Dreizehn
- 1918: Frau Marias Erlebnis
- 1918: Die Fürstin von Beranien
- 1918: Der Rattenfänger von Hameln
- 1918: Die Geisterjagd
- 1918: Das Geschlecht derer von Ringwall
- 1918: Wogen des Schicksals
- 1919: Das Buch Esther
- 1919: Die Verführten
- 1919: Der letzte Zeuge
- 1919: Der Tänzer (2 Teile)
- 1919: Der Weg der Grete Lessen
- 1919: Der Bastard
- 1919: Rausch
- 1920: Judith Trachtenberg
- 1920: Der schwarze Graf
- 1920: Sizilianische Blutrache
- 1920: Künstlerlaunen
- 1920: Johann Baptiste Lingg
- 1920: Weltbrand
- 1920: Von morgens bis mitternachts
- 1921: Der Dummkopf
- 1921: Das Haus zum Mond
- 1921: Schieber
- 1921: Irrende Seelen
- 1921: Der zeugende Tod
- 1921: Die Erbin von Tordis
- 1921: Junge Mama
- 1921: Der Friedhof der Lebenden
- 1921: Das Medium
- 1921: Tobias Buntschuh
- 1922: Lyda Ssanin
- 1922: Bardame
- 1922: Der Ruf des Schicksals
- 1922: Die fünf Frankfurter
- 1922: Phantom
- 1922: Lola Montez, die Tänzerin des Königs
- 1922: Die Beute der Erinnyen
- 1922: Sterbende Völker (2 Teile)
- 1922: Frauenopfer
- 1922: Die Flamme
- 1922/24: Die Nibelungen (2 Teile)
- 1923: Die Frau mit den Millionen
- 1923: Die Kette klirrt
- 1923: Der verlorene Schuh
- 1923: Der Kaufmann von Venedig
- 1923: Die Prinzessin Suwarin
- 1923: Der rote Reiter
- 1923: Graf Cohn
- 1923: Der Tiger des Zirkus Farini
- 1923: Frühlingserwachen
- 1923: Das kalte Herz
- 1924: Sylvester
- 1924: Auf Befehl der Pompadour
- 1924: Der Sprung ins Leben
- 1924: Der Berg des Schicksals
- 1924: Die Frau in Versuchung
- 1924: Claire
- 1924: Auf Befehl der Pompadour
- 1924: Der gestohlene Professor
- 1924: Hedda Gabler
- 1925: Die Blumenfrau vom Potsdamer Platz
- 1925: Das Fräulein vom Amt
- 1925: Die vom Niederrhein
- 1925: Das alte Ballhaus (2 Teile)
- 1925: Die Verrufenen
- 1925: Der Hahn im Korb
- 1925: Das Geheimnis der alten Mamsell
- 1925: Schatten der Weltstadt
- 1925: Des Lebens Würfelspiel
- 1925: Elegantes Pack
- 1925: Lena Warnstetten
- 1925: Hanseaten
- 1925: Sündenbabel
- 1925: Pietro, der Korsar
- 1925: Der Farmer aus Texas
- 1925: Die Insel der Träume
- 1925: Die Frau mit dem schlechten Ruf
- 1926: An der schönen blauen Donau
- 1926: Dürfen wir schweigen?
- 1926: Faust – eine deutsche Volkssage
- 1926: Ich hatt’ einen Kameraden
- 1926: Manon Lescaut
- 1926: Der Jüngling aus der Konfektion
- 1926: Die Brüder Schellenberg
- 1926: Wien, wie es weint und lacht
- 1926: Der heilige Berg
- 1926: Die Flucht in den Zirkus
- 1926: Frauen der Leidenschaft
- 1926: Falsche Scham – Vier Episoden aus dem Leben eines Arztes
- 1926: Fedora
- 1926: Die Wiskottens
- 1926: Frauen, die den Weg verloren
- 1927: Die Achtzehnjährigen
- 1927: Faschingszauber
- 1927: Colonialskandal
- 1927: Die schönsten Beine von Berlin
- 1927: Wochenendzauber
- 1927: An der Weser
- 1927: Grand Hotel …!
- 1927: Petronella
- 1927: Der Fluch der Vererbung
- 1927: Die Spielerin
- 1927: Arme kleine Sif
- 1927: Die leichte Isabell
- 1927: Die letzte Nacht
- 1927: Die Vorbestraften
- 1927: Das war in Heidelberg in blauer Sommernacht
- 1928: Schinderhannes
- 1928: Ledige Mütter
- 1928: Lemkes sel. Witwe
- 1928: Das deutsche Lied
- 1929: Das brennende Herz
- 1929: Katharina Knie
- 1929: Der Sträfling aus Stambul
- 1929: Die Frau, nach der man sich sehnt
- 1930: Liebe im Ring
- 1930: Das Wolgamädchen
- 1930: Menschen im Feuer
- 1931: Der Mann, der den Mord beging
- 1931: Um eine Nasenlänge
- 1932: Der Sieger
- 1932: Goethe lebt …!
- 1933: Du sollst nicht begehren …
- 1933: Wenn du jung bist, gehört dir die Welt
- 1934: The Unfinished Symphony
- 1934: Vorstadtvarieté
- 1935: Tagebuch der Geliebten
- 1936: Seine Tochter ist der Peter
- 1937: Der Pfarrer von Kirchfeld
- 1938: Spiegel des Lebens
- 1939: Mutterliebe
- 1939: Ein hoffnungsloser Fall
- 1939: Ich verweigere die Aussage
- 1939: Sommer, Sonne, Erika
- 1940: Der Fuchs von Glenarvon
- 1940: Der Postmeister
- 1940: Ein Leben lang
- 1940/54: Tiefland
- 1941: Auf Wiedersehn, Franziska
- 1941: Aufruhr im Damenstift
- 1942: Rembrandt
- 1942: Die goldene Stadt
- 1944: Opfergang
- 1944: Am Vorabend
- 1944: Der gebieterische Ruf
- 1944/50: Die Kreuzlschreiber

## Auszeichnungen
- 1936: Ritterkreuz des österreichischen Verdienstordens[5]